# Tommaso d'Aquino (vescovo di Vico Equense)
Tommaso d'Aquino (Caramanico Terme, 10 settembre 1657 – Vico Equense, 15 ottobre 1732) è stato un vescovo cattolico italiano, vescovo di Vico Equense dal 1700 al 1732.

## Biografia
Tommaso d'Aquino nacque a Caramanico Terme (attualmente in provincia di Pescara) il 10 settembre 1657. Il padre era il noto mercante e finanziere Bartolomeo d'Aquino (1609-1658, principe di Caramanico dal 1641), il quale da origini umili era divenuto uno dei personaggi più influenti del viceregno di Napoli tra gli anni 40 e 50 del 1600. La madre era Barbara Stampa (1621-1690), figlia del nobile milanese Ermes Stampa, marchese di Soncino (figlio di Massimiliano II Stampa e Marianna de Leyva). Il gesuita e letterato Carlo d'Aquino (1654-1737) era fratello di Tommaso.
Fu ordinato presbitero ed entrò nella congregazione dei Chierici regolari teatini.
Il 21 giugno 1700 papa Innocenzo XII lo nominò vescovo di Vico Equense; venne consacrato vescovo il 24 giugno successivo dal cardinale Pier Matteo Petrucci, co-consacranti Gerolamo Ventimiglia, vescovo di Lipari, e Domenico Belisario de Bellis, vescovo di Molfetta. Rimase vescovo fino al giorno della sua morte, avvenuta il 15 ottobre 1732.
Durante il suo vescovato promosse l'istruzione religiosa e fece ricostruire le chiese dei santi Ciro e Giovanni e della Santissima Trinità.

## Genealogia episcopale
La genealogia episcopale è:
- Cardinale Alderano Cybo-Malaspina
- Cardinale Pier Matteo Petrucci, C.O.
- Vescovo Tommaso d'Aquino, C.R.